# Vézelay

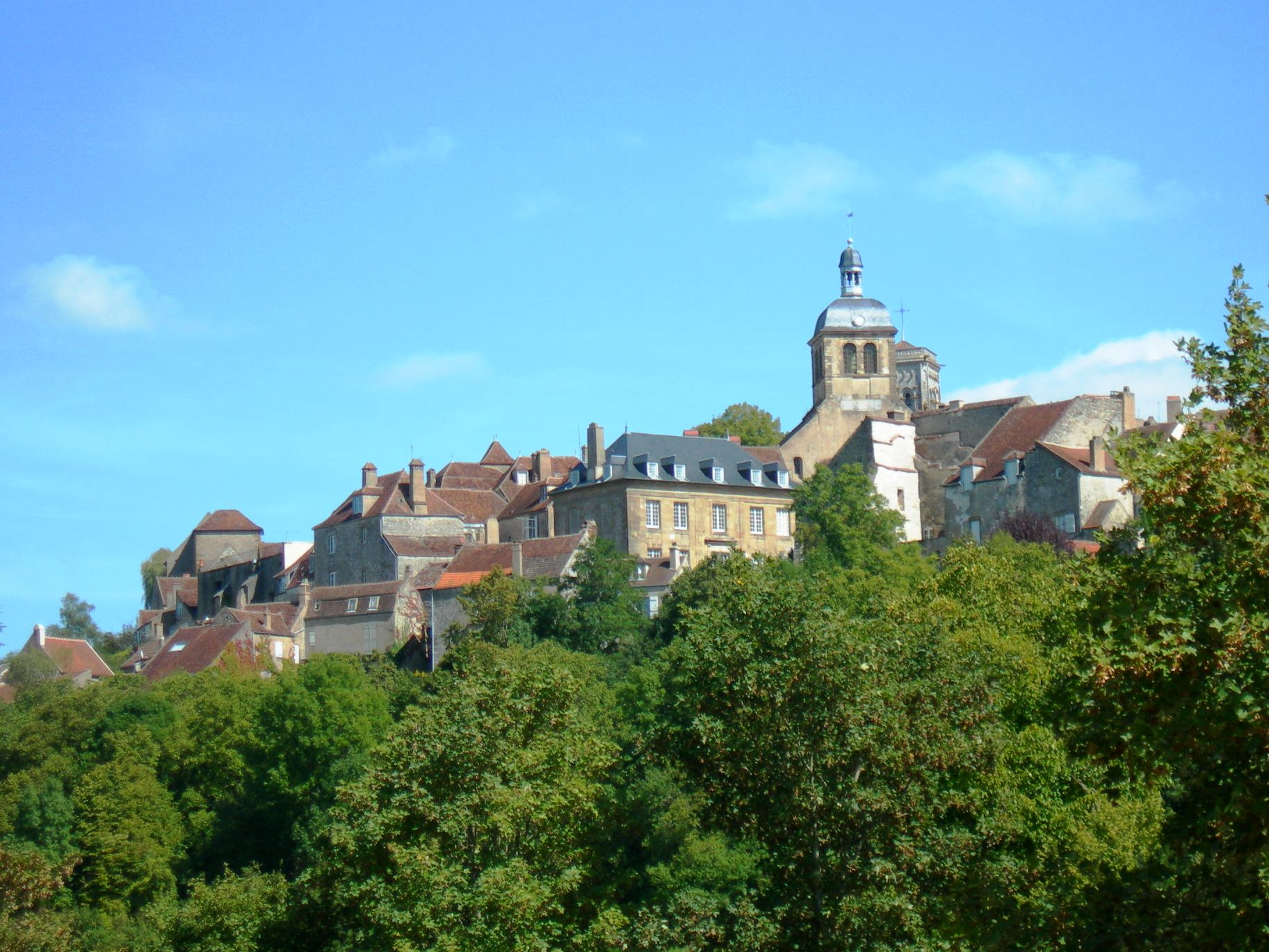
Látkép (Vézelay)

Vézelay francia kis város a burgundiai régióban. Avallon várostól 15 km-re, Auxerre várostól 45 km-re fekszik Párizstól délkeletre.

## Földrajz
300 méter magas dombtetőn épült a város, csak a nyugati oldalon lehet könnyen megközelíteni. Mészkőben, vasércben gazdag volt, kihasználták, ma sok elhagyott kőbánya található a hegy lábánál.
A Cure folyó bal partjához fekszik közel, de leginkább az esővizet tudják hasznosítani a vízellátás szempontjából.

## Története
Létét a város a bencés apátságnak köszönheti, amelyet 864-ben alapítottak abból a célból, hogy ott őrizzék Szent Mária Magdolna ereklyéit, amelyeket Provence-ból mentettek át ide, nehogy a szaracénok kezére jusson. Szent Bernát VII. Lajos király jelenlétében 1146-ban hirdette meg a második keresztes hadjáratot a domb északi oldaláról.
Már a 11. században elkezdték a bazilika építését Szent Mária Magdolna tiszteletére, de majd csak 1104-ben szentelték fel, sőt még egy évszázadig elhúzódott az építkezés teljes befejezése, jól megfigyelhető e miatt a román és a gótikus stílusjegyek keveredése. Elkezdték építeni román stílusban, s befejezték, amikor már a gótikus stílus lett a meghatározó.
Vézelay bazilikájának restaurálását is Viollet-le-Duc vállalta a 19. században, ugyanaz az építész, aki a párizsi Notre-Dame-ot restaurálta. A bazilika belső előcsarnoka a 12. századi állapotot őrzi, kapuját híres dombormű díszíti, amely Krisztust ábrázolja, amint szétküldi apostolait a világba.
A helységnek jeles múzeumai vannak, melyek bemutatják a helytörténeti nevezetességeket.

## Lakosság
Népessége az utóbbi évszázadokban folyamatosan csökkent, 1793-ban 1300, 1936-ban 639, 2011-ben már csak 433 fő lakta. Bortermelésből és turizmusból élnek.

## Külső hivatkozások
- Vézelay honlapja